# Torfowisko pod Zieleńcem
Torfowisko pod Zieleńcem este o arie protejată (sit de importanță comunitară — SCI) din Polonia întinsă pe o suprafață de 225,83 ha, integral pe uscat.

## Localizare
Centrul sitului Torfowisko pod Zieleńcem este situat la coordonatele 50°20′45″N 16°24′51″E / 50.3458°N 16.4142°E.

## Înființare
Situl Torfowisko pod Zieleńcem a fost declarat sit de importanță comunitară în aprilie 2004 pentru a proteja un număr necunoscut de specii din flora spontană și fauna sălbatică aflate în arealul zonei.

## Biodiversitate
Situată în ecoregiunea continentală, aria protejată conține 7 habitate naturale: Turbării active, Mlaștini oligotrofe degradate, capabile încă de regenerare naturală, Mlaștini turboase de tranziție și turbării mișcătoare, Depresiuni pe substraturi de turbă de Rhynchosporion, Păduri de fag Luzulo-Fagetum, Mlaștini împădurite, Păduri aluvionare cu Alnus glutinosa și Fraxinus excelsior (Alno-Padion, Alnion incanae, Salicion albae).
La baza desemnării sitului se află un număr nedeclarat de specii protejate.